# 26527 Leasure
26527 Leasure è un asteroide della fascia principale. Scoperto nel 2000, presenta un'orbita caratterizzata da un semiasse maggiore pari a 2,6354786 UA e da un'eccentricità di 0,1776802, inclinata di 1,97416° rispetto all'eclittica.